# Barry (Minnesota)
Barry és una població dels Estats Units a l'estat de Minnesota. Segons el cens del 2000 tenia 25 habitants.

## Demografia
Segons el cens del 2000, Barry tenia 25 habitants, 12 habitatges, i 6 famílies. La densitat de població era de 38,6 habitants per km².
Dels 12 habitatges en un 16,7% hi vivien nens de menys de 18 anys, en un 50% hi vivien parelles casades, en un 0% dones solteres, i en un 41,7% no eren unitats familiars. En el 41,7% dels habitatges hi vivien persones soles el 41,7% de les quals corresponia a persones de 65 anys o més que vivien soles. El nombre mitjà de persones vivint en cada habitatge era de 2,08 i el nombre mitjà de persones que vivien en cada família era de 2,86.
Per edats la població es repartia de la següent manera: un 20% tenia menys de 18 anys, un 16% entre 18 i 24, un 4% entre 25 i 44, un 48% de 45 a 60 i un 12% 65 anys o més.
L'edat mediana era de 51 anys. Per cada 100 dones de 18 o més anys hi havia 100 homes.
La renda mediana per habitatge era de 18.250 $ i la renda mediana per família de 19.250 $. Els homes tenien una renda mediana de 0 $ mentre que les dones 0 $. La renda per capita de la població era de 7.124 $. Cap de les famílies i el 19% de la població estaven per davall del llindar de pobresa.

## Poblacions més properes
El següent diagrama mostra les poblacions més properes.